# واکی، یاماگوچی
واکی، یاماگوچی (به لاتین: Waki, Yamaguchi) یک منطقهٔ مسکونی در ژاپن است که در استان یاماگوچی واقع شده‌است. واکی  ۶٬۶۳۷ نفر جمعیت دارد.